# Brgulice
Brgulice (em cirílico:Бргулице) é uma vila da Sérvia localizada no município de Obrenovac, pertencente ao distrito de Belgrado, na região de Posavina. A sua população era de 501 habitantes segundo o censo de 2002.

## Demografia
| 1948 | 1953 | 1961 | 1971 | 1981 | 1991 | 2002 |
| ---- | ---- | ---- | ---- | ---- | ---- | ---- |
| 513  | 476  | 422  | 405  | 377  | 454  | 501  |